# Fandub
Unter Fandubs (engl. für „Fansynchronisation“) versteht man Film- oder TV-Produktionen, die von Fans in Eigenarbeit mit einer neuen Tonspur versehen werden.
Es werden grundsätzlich zwei Arten von Fandubs unterschieden: zum einen originalgetreue Neusynchronisationen fremdsprachiger Produktionen, zum anderen Parodien der Originale, die neu geschriebene Dialoge enthalten (auch als Fundub bezeichnet).

## Entwicklung
1966 produzierte Woody Allen als Regisseur mit What’s Up, Tiger Lily? einen Film, der aus neu zusammengesetzten Szenen des Films Kokusai himitsu keisatsu: Kagi No Kagi besteht, und synchronisierte diese neu, wodurch sich eine völlig neue und parodistische Handlung ergab.
Als „Urvater“ der deutschen Amateur-Fandub-Szene wird oft das Projekt Sinnlos im Weltraum bezeichnet, das auf der US-amerikanischen Fernsehserie Raumschiff Enterprise: Das nächste Jahrhundert basiert. Populär wurden auch Lord of the Weed, ein Fandub der Realverfilmung von Der Herr der Ringe, sowie die Synchronisationen der Harry-Potter-Filme Harry Potter und der Stein der Weisen (Harry Potter und ein Stein), Harry Potter und die Kammer des Schreckens (Harry Potter und der geheime Pornokeller), Harry Potter und der Feuerkelch (Harry Potter und der Plastikpokal) von Coldmirror und Knut Rider – Sinnlos im Trans Am. Auch Fandubs von japanischen Animes kommen immer wieder vor, die gelegentlich auch von den Lizenzfirmen unterstützt und als Bonus in Form einer zusätzlichen Tonspur in einer Veröffentlichung etwa auf DVD hinzugefügt werden. Beispiele hierfür sind die deutschsprachigen Veröffentlichungen der Serie DNA² und Dragonball Z – Der legendäre Super-Saiyajin. Da inzwischen nahezu jeder handelsübliche PC die nötige Ausstattung mitbringt, sind gerade im Bereich der Fundubs viele qualitativ sehr unterschiedliche Projekte entstanden. Gute Dubs mit ausgereifter Tontechnik und talentierten Laiensprechern sind allerdings selten.
Seit etwa 2005 erscheinen im deutschen Sprachraum auch Fandubs in Dialekten. Die schwäbischen Neusynchronisationen des Reutlinger Künstlers Dominik Kuhn unter dessen Pseudonym „Dodokay“ erfreuten sich im Internet bald sogar so großer Beliebtheit, dass der Südwestrundfunk sich dazu entschloss, seit Anfang 2009 dessen Fandubs als Fernsehserie unter dem Titel Die Welt auf Schwäbisch auszustrahlen.

## Fandubgruppen
Inzwischen ist auch die Bildung von digitalen Fandubgruppen (werden meistens auch als „Fandub-Studios“ bezeichnet) über das Internet in der Szene beliebt geworden. „Fandubber“ finden sich nicht nur projektgebunden, sondern dauerhaft in Form von Gemeinschaften im Internet („digital community“) zusammen, um gemeinsam diverse Projekte zu realisieren. Durch neuere Forensysteme und die Kommunikation von Chat-Programmen (wie Skype, MSN usw.) wird dadurch die Koordinierung zwischen den Beteiligten stark vereinfacht.
Einige Fandubber sind entweder nur in einer oder in mehreren Gruppen eingetragen. Obwohl die Gruppen untereinander konkurrieren, besonders wenn es darum geht, neue Projekte zu holen, arbeiten einige Mitglieder von unterschiedlichen „Studios“ dennoch zusammen.
Die österreichische Kabarettgruppe maschek arbeitet in den meisten ihrer Programme mit der satirischen Neusynchronisation von Fernsehbildern. Die Videos werden dabei ohne Ton auf der Leinwand gezeigt und live vor Publikum synchronisiert. Aufzeichnungen ihrer Auftritte veröffentlichten sie ab 2000 selbst auf ihrer Website, im Jahr 2005 wurden sie von Alfred Dorfer für dessen Sendung Donnerstalk in den ORF geholt.

## Rechtliche Situation
Der Begriff „Fandub“ ist frei definierbar und somit nicht immer von rechtlichen bzw. juristischen Konsequenzen betroffen. Rechtlich betrachtet stellen Fandubs, die ohne Genehmigung des Rechtsinhabers bearbeitet und öffentlich (zum Beispiel übers Internet) präsentiert werden, eine Verletzung des Copyrights bzw. Urheberrechts dar. Dies betrifft vor allen Dingen Fandubs, die sich auf Medien konzentrieren, die aus wirtschaftlichen Gründen betrieben werden. Fansynchronisationen, die sich allerdings auf nicht kommerzielle Projekte konzentrieren, sind dagegen kaum von rechtlichen Schritten betroffen.